# Universiteit van Wenen
De Universiteit van Wenen (Duits: Universität Wien) in Wenen is de grootste universiteit van Oostenrijk. De universiteit werd in 1365 opgericht door Rudolf IV van Oostenrijk en is daarmee de oudste universiteit in het huidige Duitstalige gebied.
De Universiteit van Wenen kent 15 faculteiten en 4 onderzoekscentra. In totaal zijn er 120 opleidingen waarmee je een graad kunt verdienen. De campus is verspreid over heel Wenen, het hoofdgebouw bevindt zich aan de Universitätsring.

## Faculteiten
- 1. Katholieke Theologische Faculteit
- 2. Evangelische Theologische Faculteit
- 3. Faculteit voor Rechtswetenschappen
- 4. Economische Faculteit
- 5. Informatica-faculteit
- 6. Historisch-cultuurwetenschappelijke Faculteit
- 7. Filologische Cultuurwetenschappelijke Faculteit
- 8. Faculteit voor Filosofie en Onderwijswetenschappen
- 9. Faculteit voor Psychologie
- 10. Faculteit voor Sociale Wetenschappen
- 11. Wiskundefaculteit
- 12. Natuurkundefaculteit
- 13. Scheikundefaculteit
- 14. Faculteit voor Aardwetenschappen, Geografie en Astronomie
- 15. Faculteit voor Levenswetenschappen

## Onderzoekscentra
- 1. Centrum voor Vertaalwetenschappen
- 2. Centrum voor Sportwetenschappen en Universitaire Sport
- 3. Centrum voor Moleculaire Biologie
- 4. Centrum voor de Opleiding van Onderwijzeressen

## Bekende studenten en professoren
- Kurt Adler - musicus
- Ludwig Boltzmann - natuurkundige
- Anton Bruckner - componist
- Christian Doppler - natuurkundige
- Sigmund Freud - psycholoog
- Kurt Gödel - wiskundige, filosoof
- Friedrich Hayek - econoom, filosoof
- Edmund Husserl - filosoof
- Karl Landsteiner - hematoloog
- Rudolf Lamprecht - verloskundig chirurg
- Konrad Lorenz - bioloog, etholoog
- Gustav Mahler - componist
- Lise Meitner - natuurkundige
- Gregor Mendel - bioloog
- Oskar Morgenstern - econoom
- Karl Popper - filosoof
- Erwin Schrödinger - natuurkundige
- Olga Taussky-Todd - Wiskundige

Albanië: Universiteit van Tirana, Technische Hogeschool van Tirana · 
België: Vrije Universiteit Brussel, Université libre de Bruxelles · 
Bulgarije: Sofia Universiteit St. Kliment Ohridski · 
Cyprus: Universiteit van Cyprus · 
Duitsland: Vrije Universiteit Berlijn, Humboldtuniversiteit · 
Denemarken: Universiteit van Kopenhagen · 
Estland: Technische Universiteit Tallinn, Universiteit van Tallinn · 
Finland: Universiteit van Helsinki · 
Frankrijk: Sorbonne Université, Université Sorbonne-Nouvelle, Universiteit Paris-Dauphine ·
Griekenland: Universiteit van Athene · 
Hongarije: Loránd Eötvös-universiteit · 
Ierland: Nationale Universiteit van Ierland, Dublin · 
Italië: Universiteit Sapienza Rome, Universiteit van Rome Tor Vergata, Roma Tre-universiteit · 
Kroatië: Universiteit van Zagreb · 
Letland: Universiteit van Letland · 
Litouwen: Universiteit van Vilnius · 
Nederland: Universiteit van Amsterdam · 
Noord-Macedonië: Universiteit van Skopje · 
Noorwegen: Universiteit van Oslo · 
Oostenrijk: Universiteit van Wenen · 
Polen: Universiteit van Warschau · 
Portugal: Universiteit van Lissabon · 
Roemenië: Universiteit van Boekarest · 
Rusland: Staatsuniversiteit van Moskou · 
Slowakije: Comenius Universiteit Bratislava · 
Slovenië: Universiteit van Ljubljana · 
Spanje: Autonome Universiteit van Madrid, Complutense-universiteit van Madrid · 
Tsjechië: Karelsuniversiteit Praag · 
Verenigd Koninkrijk: University College London · 
IJsland: Universiteit van IJsland · 
Zweden: Universiteit van Stockholm · 
Zwitserland: Universiteit van Lausanne